# Hen Island (ö i Australien)
Hen Island är en ö i Australien. Den ligger i delstaten Tasmanien, i den sydöstra delen av landet, omkring 97 kilometer sydväst om delstatshuvudstaden Hobart.
Genomsnittlig årsnederbörd är 1 484 millimeter. Den regnigaste månaden är juli, med i genomsnitt 187 mm nederbörd, och den torraste är februari, med 68 mm nederbörd.